# Stazione di Riposto
La stazione di Riposto è la stazione ferroviaria di capolinea della ferrovia Circumetnea, serve la città di Riposto.

## Movimento
L'orario in vigore nel 2022 prevede tre treni in arrivo da Randazzo, e altrettanti in partenza dalla stazione di Riposto; si tratta di orari ridotti, poiché buona parte delle corse è sostituita dal servizio su gomma.

## Rotabili in accantonamento

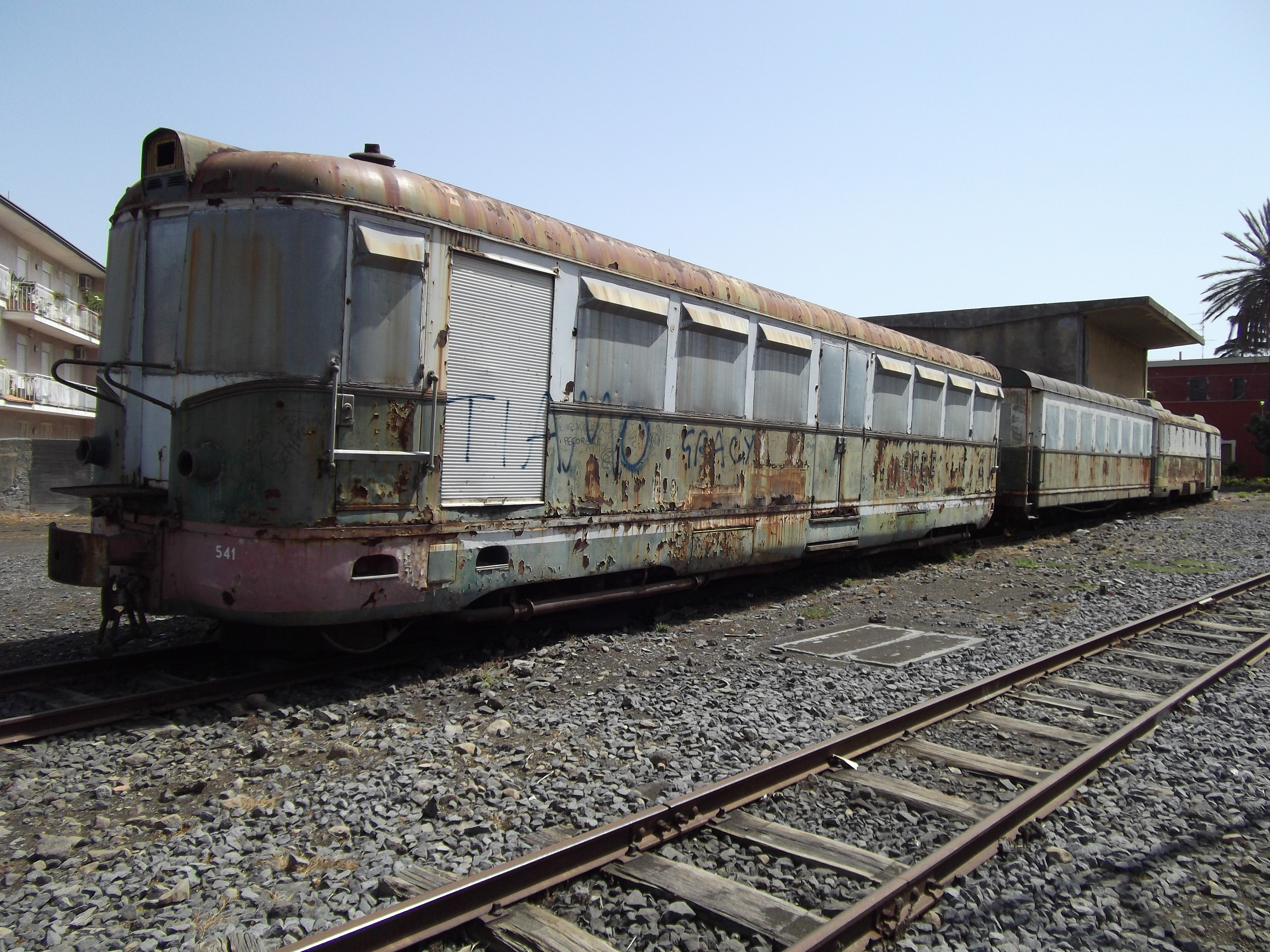
L'ALn 541 accantonata presso la stazione di Riposto, agosto 2010.

In passato, nel piazzale di questa stazione giacquero alcuni rotabili in attesa di demolizione, come le automotrici AL 35.01-03, l'automotrice ALn 541 (appartenente alla serie delle automotrici ALn 541-542), le ADe 01-03, le carrozze n. 04, 255, 323, e qualche carro merci.

## L'automotrice preservata
A differenza dell'automotrice ALn 541 (appartenente alla serie delle automotrici ALn 541-542), l'unità gemella, ovvero l'ALn 542, non fu demolita, e fu preservata in una delle rimesse della stazione, ove giace ancora adesso in discrete condizioni.